# 英吉沙站
英吉沙站（维吾尔语：يېڭىسار بېكىتى，拉丁维文：Yëngisar bëkiti），位于中华人民共和国新疆维吾尔自治区喀什地区英吉沙县，是喀和铁路上的火车站，2011年6月20日启用，由乌鲁木齐铁路局喀什车务段管辖。

## 車站周邊
- 英吉沙县行政学院
- 英吉沙县环境保护局
- 英吉沙县教育局
- 英吉沙县育才中学
- 英吉沙县实验中学
- 英吉沙县财政局
- 英吉沙县第二小学
- 英吉沙县公安局
- 英吉沙县北湖公园

## 歷史
- 建于2010年。

## 外部連結
- 中国铁路客户服务中心 （页面存档备份，存于）